# Asi (mitologia)
Asi (en grec antic Ἄσιος), a la mitologia grega, va ser el nom de dos personatges que van lluitar a la Guerra de Troia.
- 1. Asi, fill d'Hitarc, era el cap dels troians aliats de Troia que provenien de la zona dels voltants dels Dardanels. Era fill d'Hitarc i Arisbe, la filla de Mèrops i primera esposa del rei Príam.[1] Va conduir un exèrcit format per soldats procedents dels dos costats de l'Hel·lespont, que incloïa les ciutats d'Arisba, Percote, Abidos de Mísia i Sestos. Aquesta darrera era l'única ciutat que es trobava a la banda nord (europea) dels Dardanels.[2] Les altres es trobaven a la banda sud, a Àsia. El mateix Asi vivia a la ciutat d'Arisba, vora el riu Selleis. Segons Virgili, Asi tenia dos germans, Nisos i Hipòcoon, i tots tres van lluitar al costat del rei Príam. Durant l'assalt de les muralles dels aqueus, Asi va ser l'únic que no va sentir a Hèctor i Polidamant i no va baixar del seu carro. Va ser mort pel rei de Creta Idomeneu durant l'assalt.
- 2. Un cap frigi fill del rei Dimant i germà de la reina Hècuba de Troia. Pertanyia a una de les tribus frígies que vivien a la vora del riu Sangari.[3] Segons Homer, tenia dos fills, Adamant i Fènops. A la Ilíada es diu que Apol·lo va prendre la forma d'Asi per animar a Hèctor a lluitar contra Pàtrocle. Aquest personatge no mor a la Ilíada, però Dictus Cretenc explica que va morir a mans d'Àiax, fill de Telamó.[4]